# 訃報 2006年7月
訃報 2006年7月（ふほう 2006ねん7がつ）では、2006年7月中に物故した、又は物故が報じられた人物についてまとめる。

## （1日 - 15日）

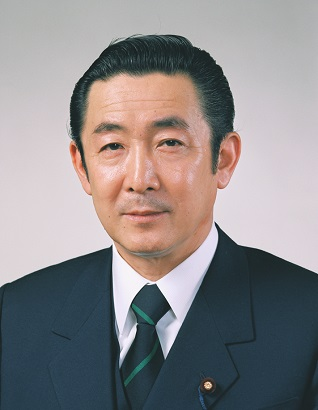
橋本龍太郎／7月1日没

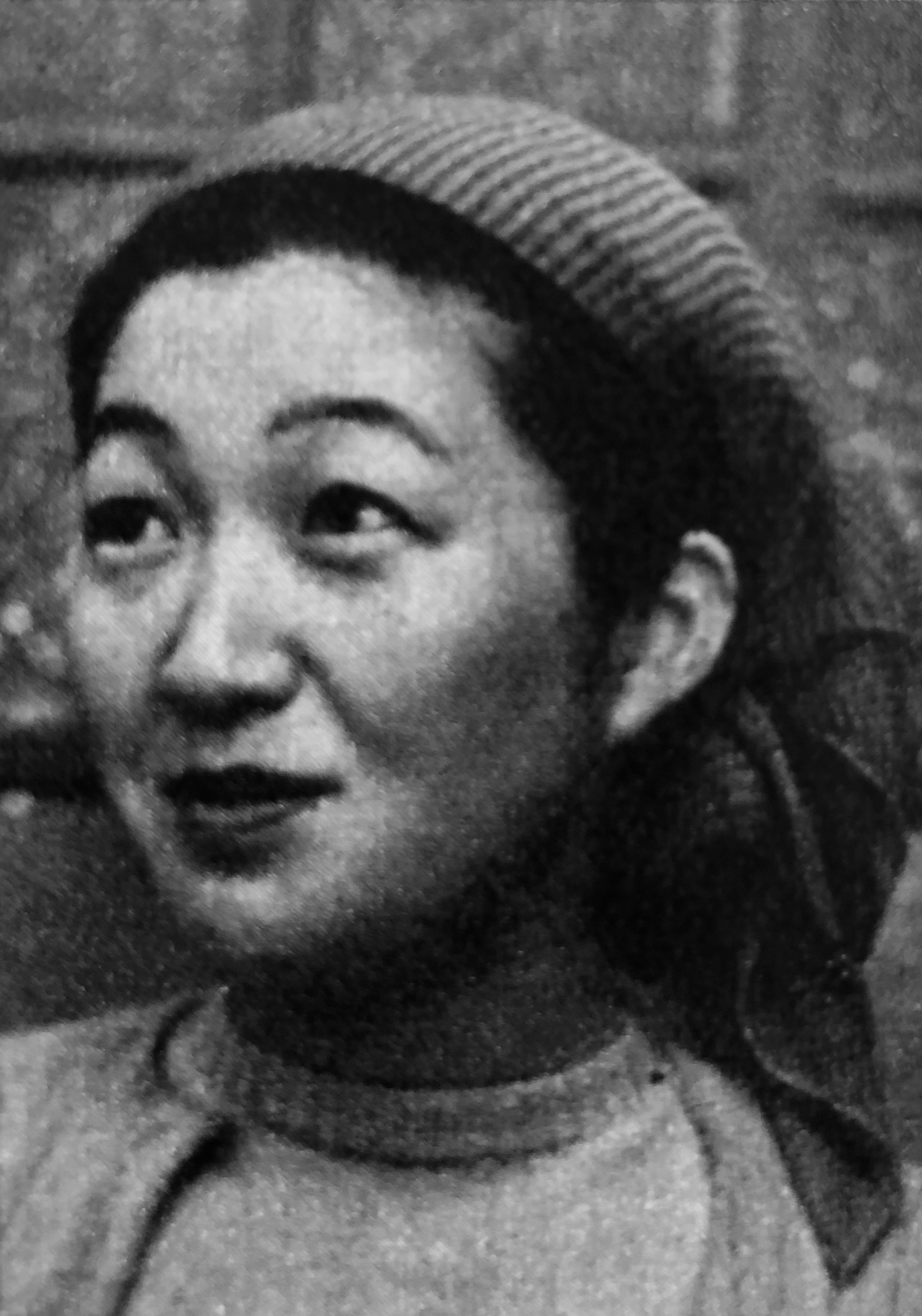
七尾伶子／7月2日没

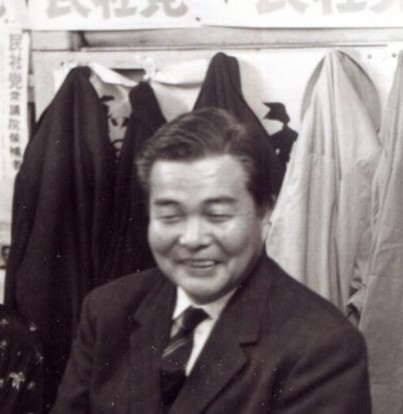
和田耕作／7月4日没

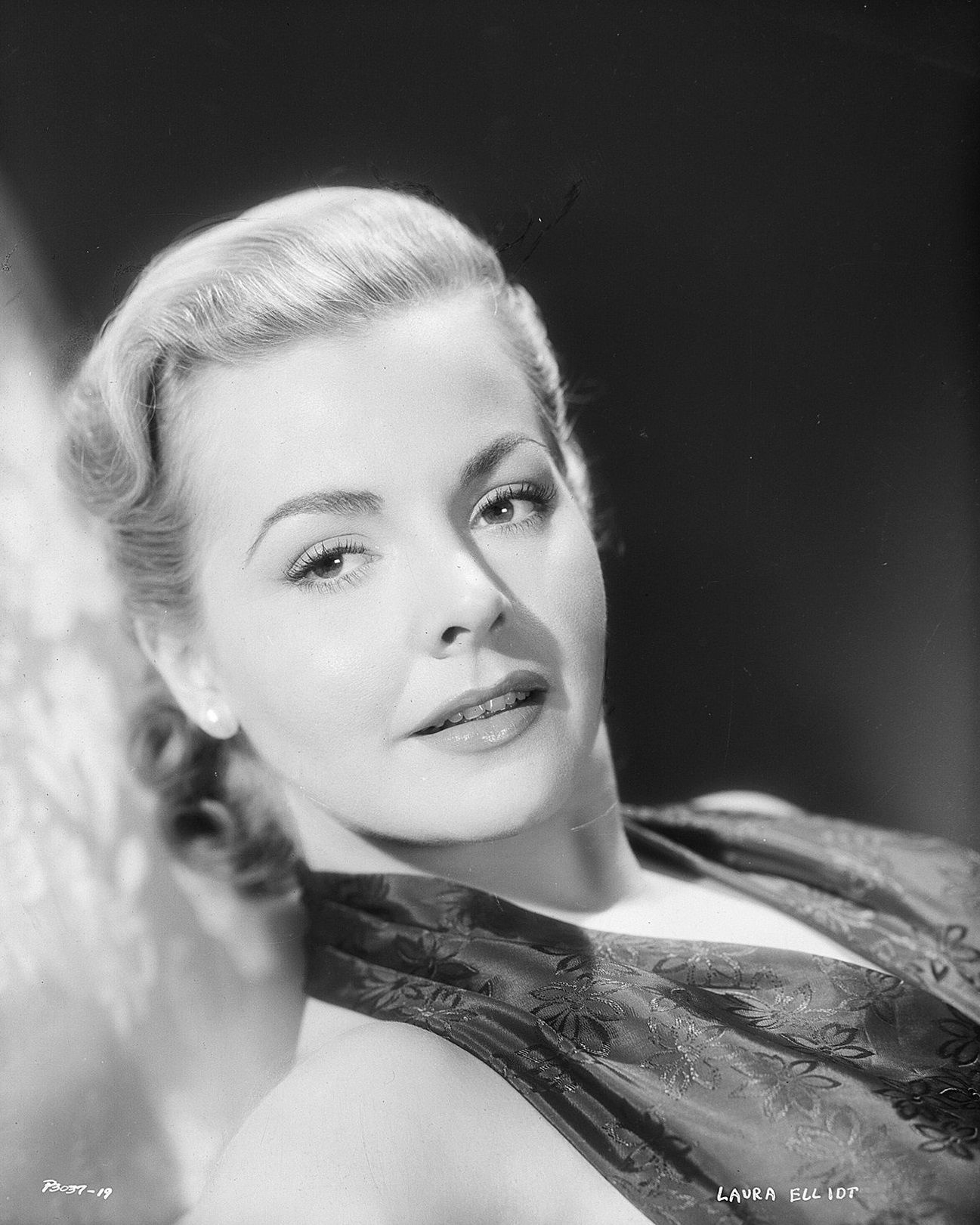
ケイシー・ロジャース／7月6日没

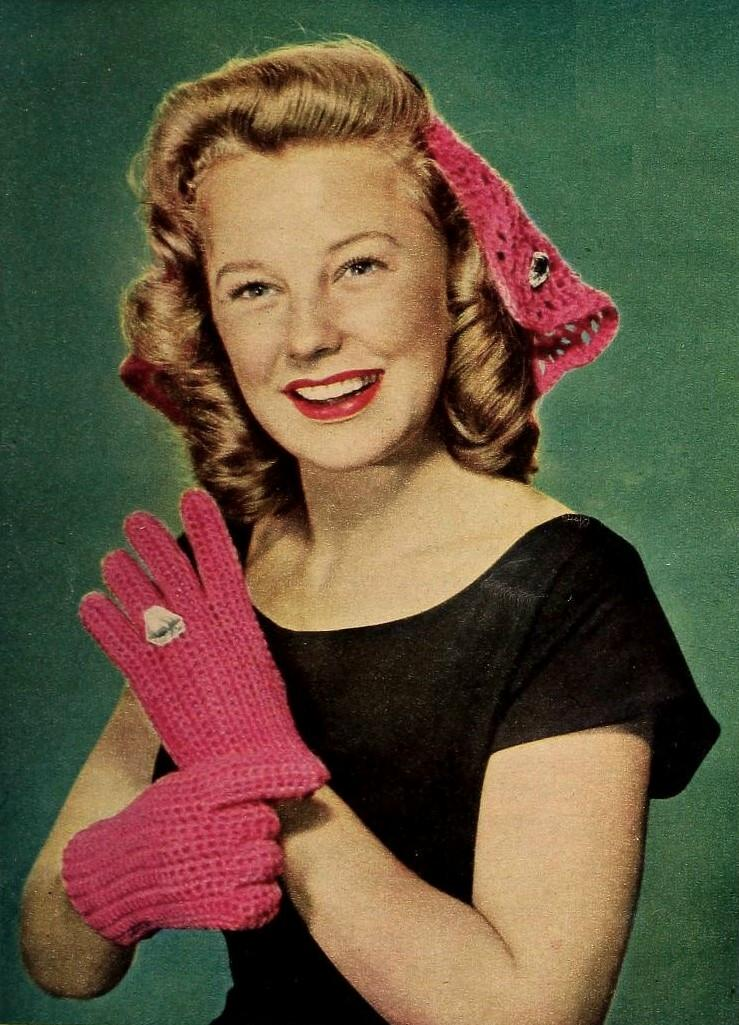
ジューン・アリソン／7月8日没

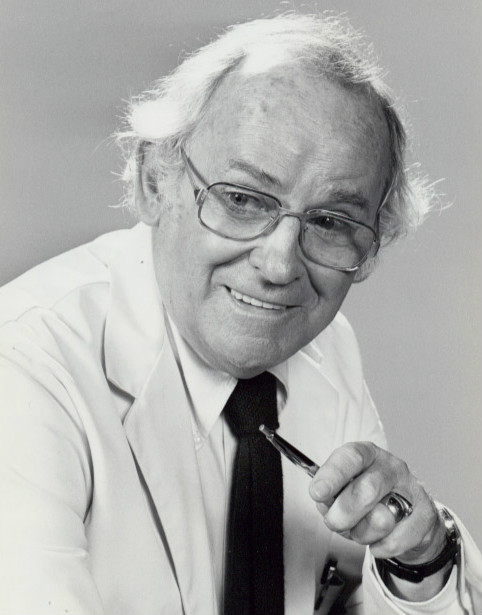
バーナード・ヒューズ／7月11日没

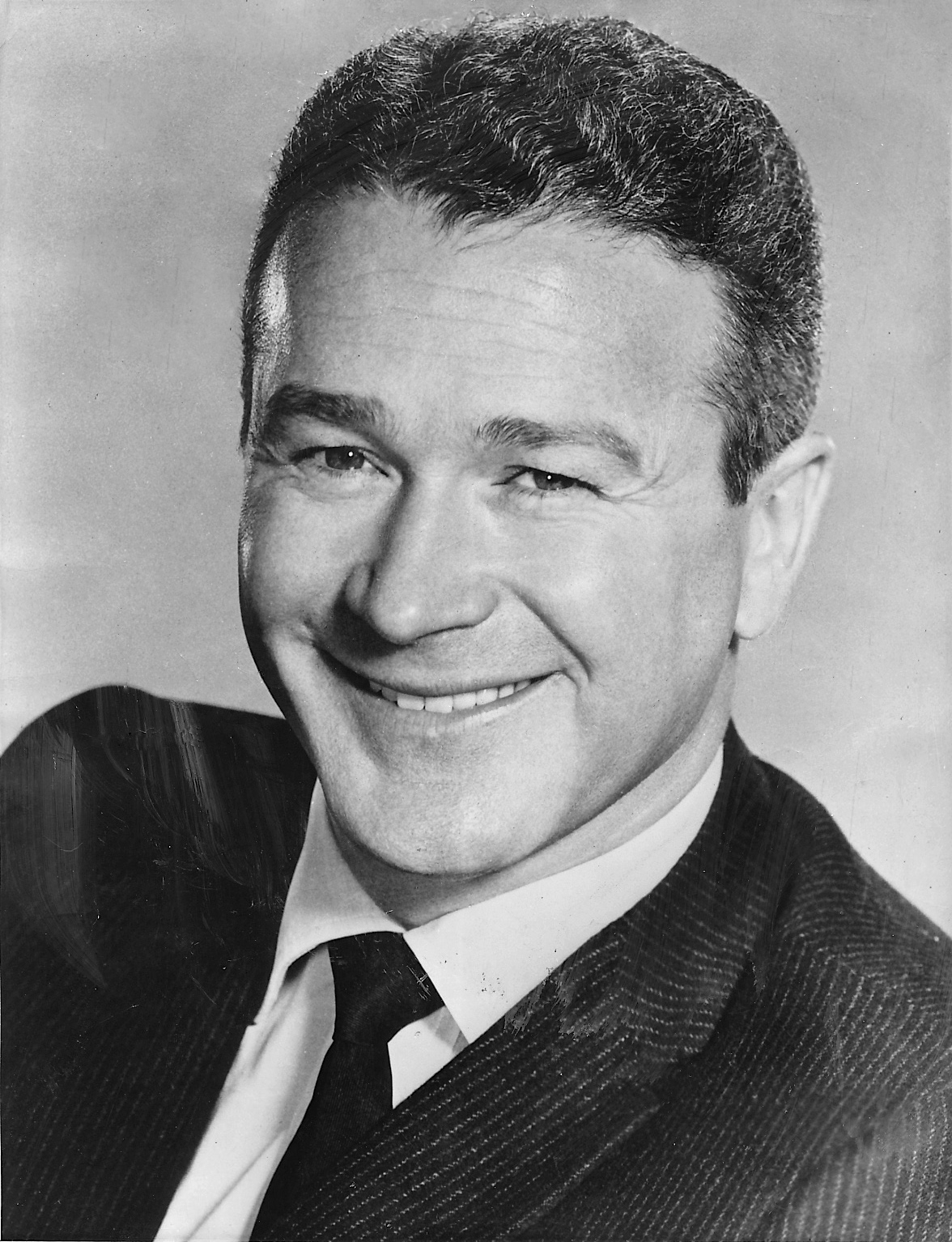
レッド・バトンズ／7月13日没

- 7月1日 - 橋本龍太郎、政治家、第82・83代内閣総理大臣（* 1937年）[1]
- 7月2日 - 原田昇左右、政治家、元自由民主党衆議院議員、元建設大臣（* 1923年）
- 7月2日 - 趙南哲、韓国の囲碁棋士(*1923年)
- 7月2日 - 七尾伶子、女優（* 1925年）[1]
- 7月3日 - 池田修一、将棋棋士(*1945年)
- 7月3日 - ベンジャミン・ヘンドリクソン（Benjamin Hendrickson）、アメリカ合衆国の俳優（* 1950年）
- 7月3日 - ロレイン・ハント・リーバーソン（Lorraine Hunt Lieberson）、アメリカ合衆国のオペラ歌手（* 1954年）
- 7月4日 - 和田耕作、政治家、元民社党衆議院議員（* 1907年）
- 7月5日 - ゲルト・フレドリクソン（Gert Fredriksson）、スウェーデンのカヌー選手（* 1919年）
- 7月5日 - ドン・ラッシャー、イギリスのジャズトロンボーン奏者（* 1923年）
- 7月5日 - 松村彦次郎、俳優（* 1927年）[1]
- 7月6日 - ケイシー・ロジャース、アメリカ合衆国の女優（* 1926年）
- 7月7日 - イリヤース・アル＝ハラーウィー（Elias Hrawi）、レバノンの政治家、第14代大統領（* 1926年）
- 7月7日 - 野本礼三、声優（* 1930年）
- 7月8日 - 北川荘平、作家（* 1930年）
- 7月8日 - ジューン・アリソン、アメリカ合衆国の女優（* 1917年）[1]
- 7月9日 - ミラン・ウィリアムズ、アメリカ合衆国のキーボーディスト（* 1948年））
- 7月10日 - 甲斐智枝美、元アイドル、タレント（* 1963年）[1]
- 7月11日 - バーナード・ヒューズ、アメリカ合衆国の俳優（* 1916年）
- 7月12日 - 薗田憲一、ジャズトロンボーン奏者（* 1929年）[1]
- 7月13日 - レッド・バトンズ、アメリカ合衆国の喜劇俳優（* 1919年）[1]￥
- 7月13日 - 小谷輝二、政治家、元公明党衆議院議員（* 1926年）
- 7月13日 - 谷口徹次、俳優・演出家（* 1936年）
- 7月13日 - 宮田征典、プロ野球選手、元読売ジャイアンツ投手・コーチ（* 1939年）[1]
- 7月13日 - 坪内滄明、日本画家（* 1939年）
- 7月14日 - 酒井不二雄、画家（* 1919年）
- 7月15日 - 篠原一男、建築家（* 1925年）
- 7月15日 - 今辻和典、詩人（* 1929年）

## （16日 - 31日）

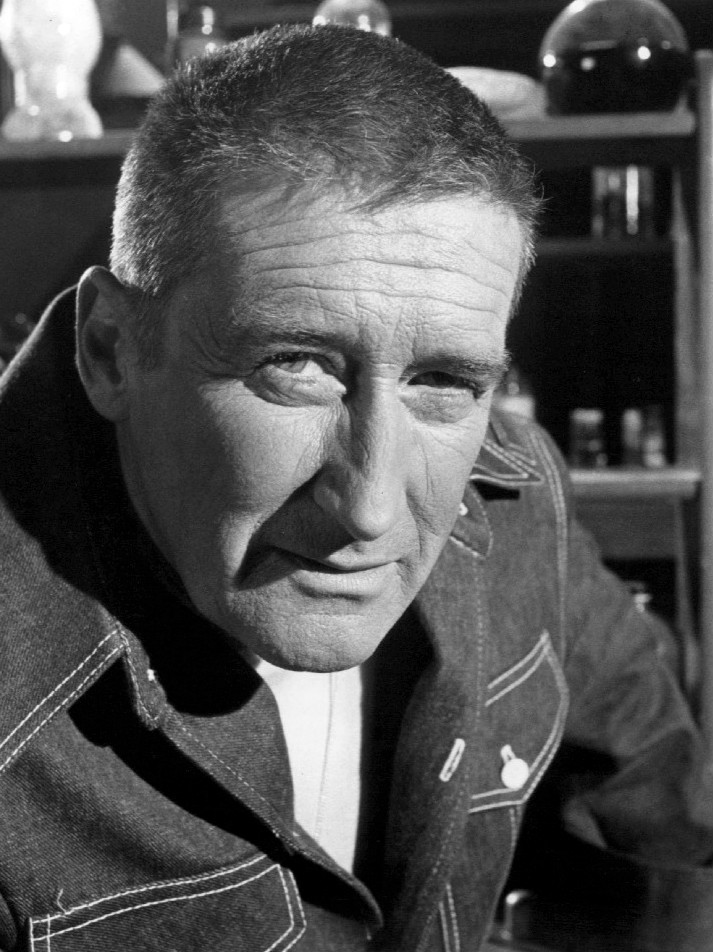
ミッキー・スピレイン／7月17日没

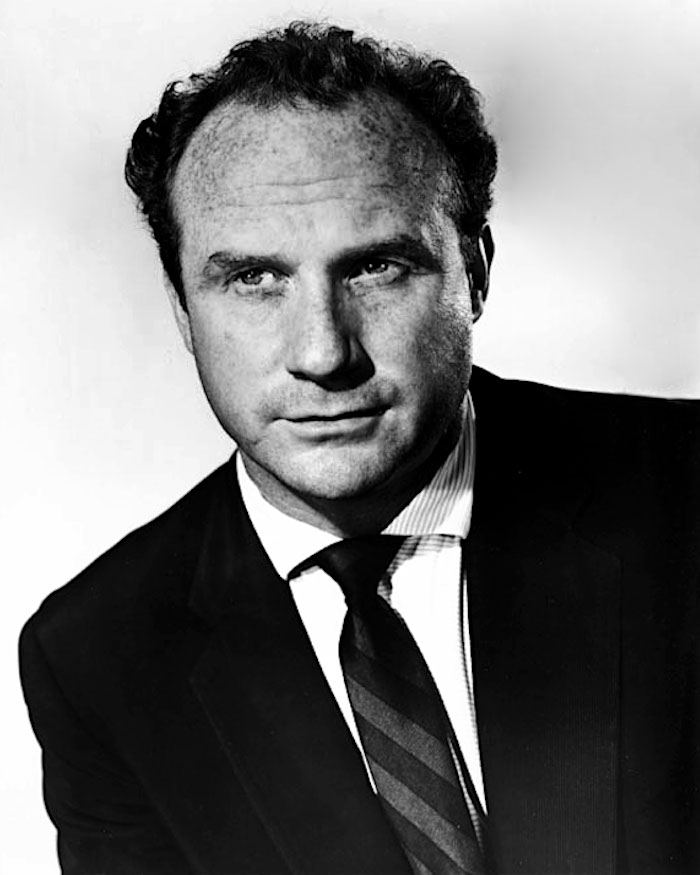
ジャック・ウォーデン／7月19日没

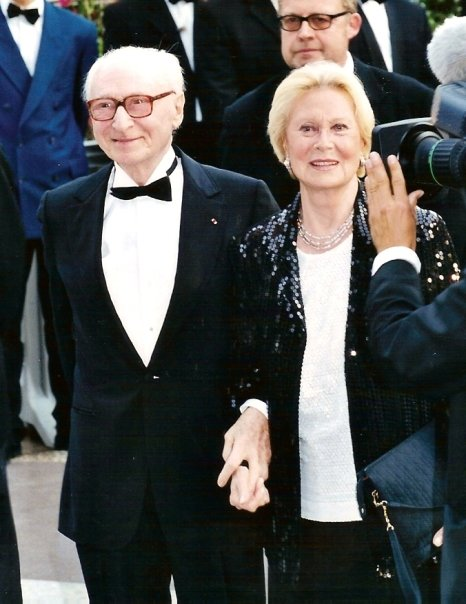
ジェラール・ウーリー（左）／7月20日没

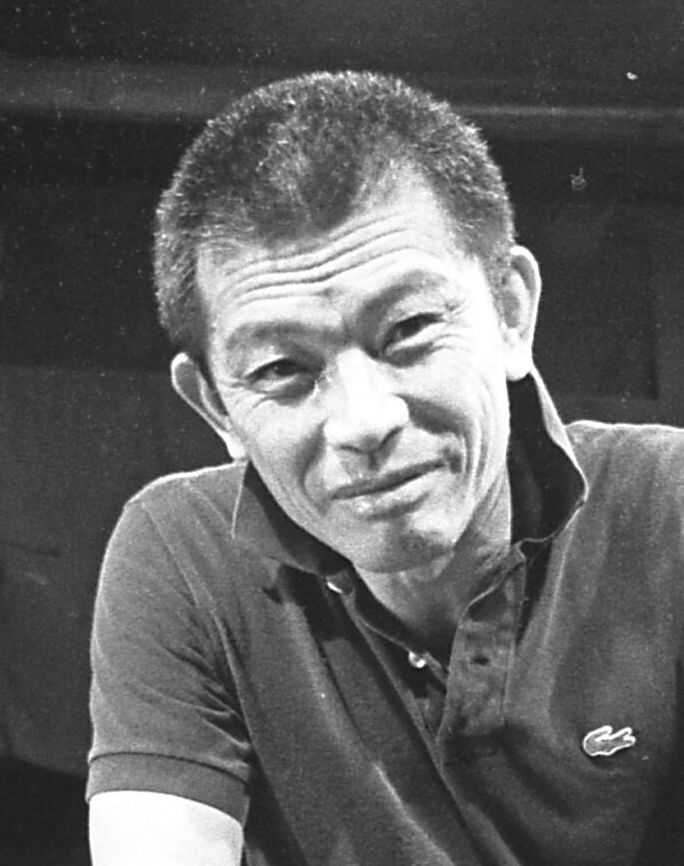
マコ岩松／7月21日没

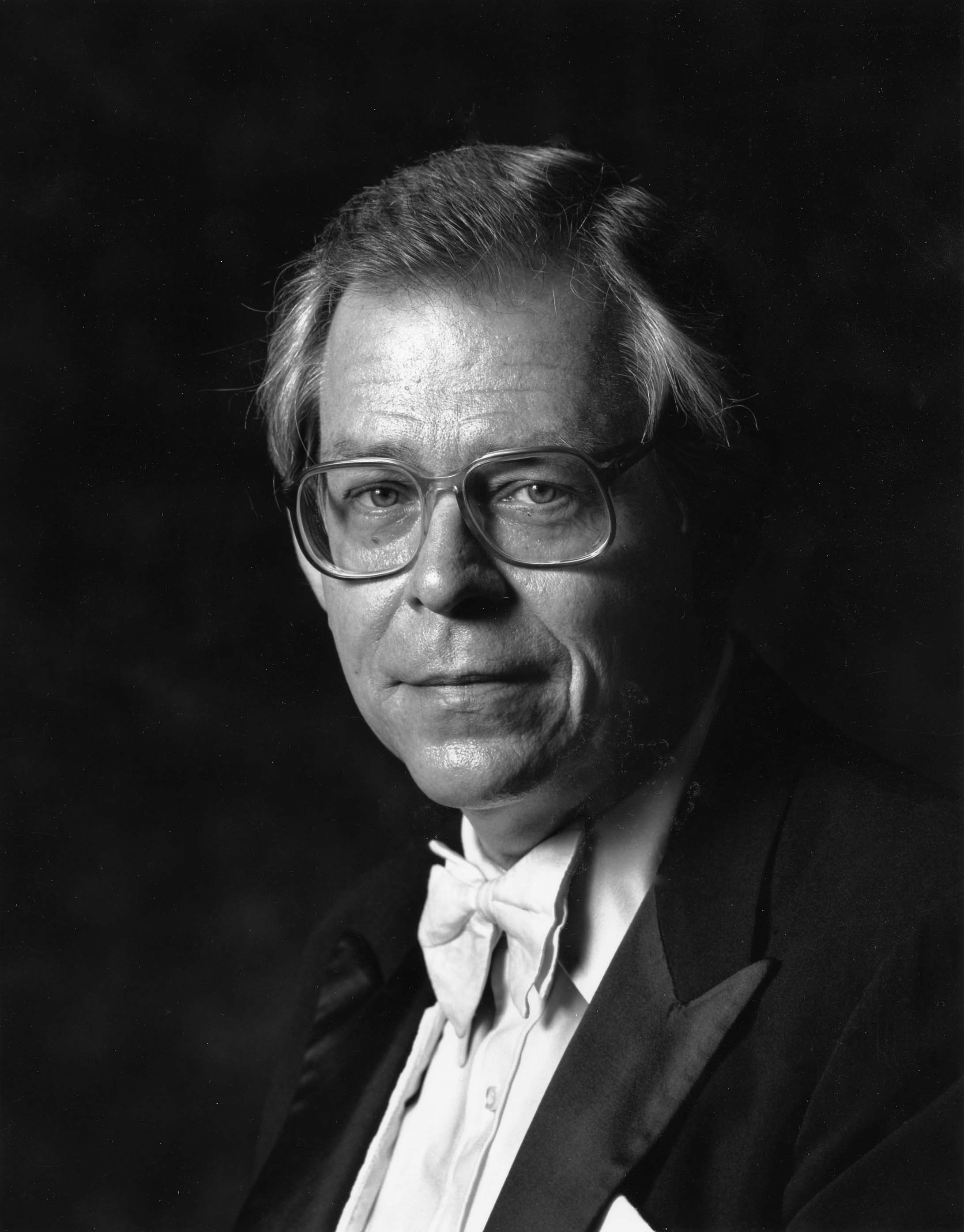
ジョン・マック／7月23日没

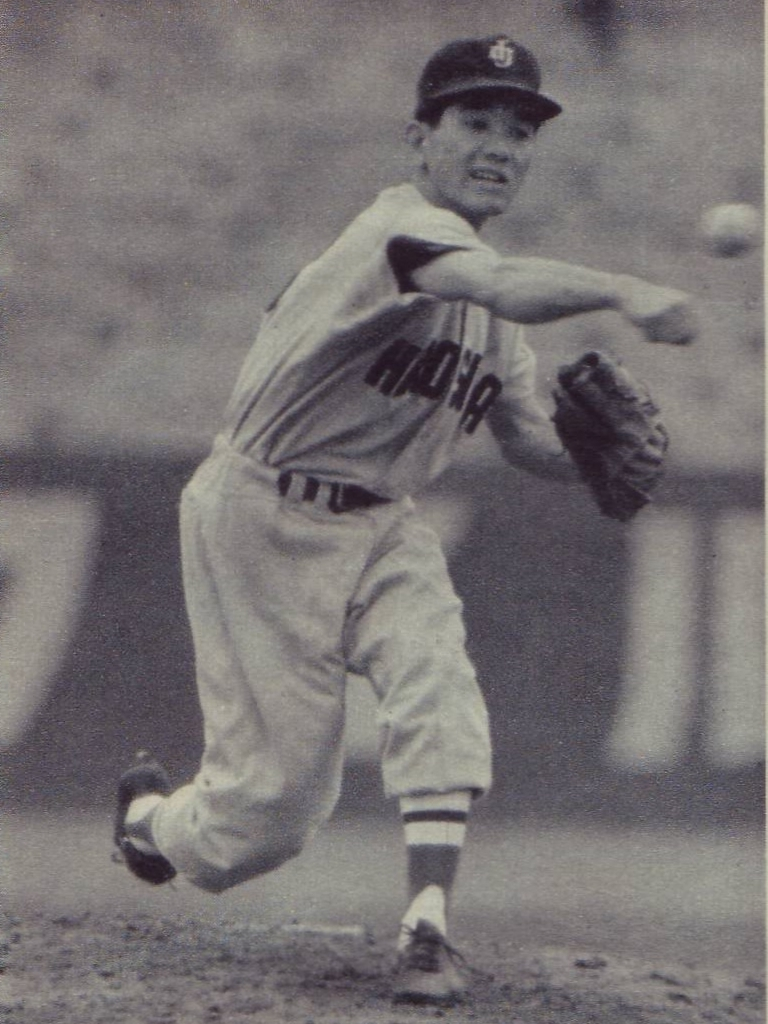
長谷川良平／7月29日没

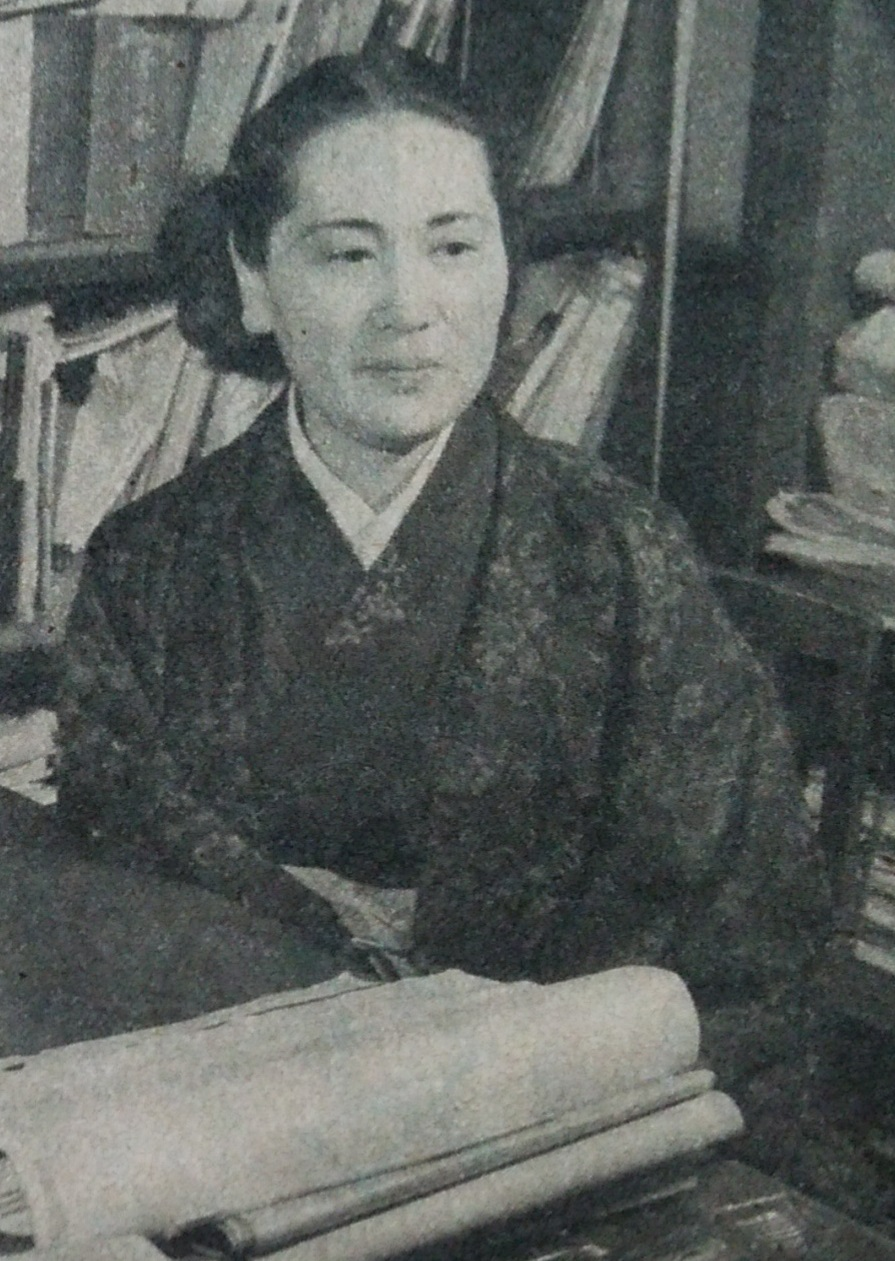
鶴見和子／7月31日没

- 7月17日 - ミッキー・スピレイン、アメリカ合衆国の小説家（* 1918年）[1]
- 7月17日 - 勝忠男、松竹芸能会長（* 1926年）[1]
- 7月18日 - 牧野直隆、日本高校野球連盟名誉会長（* 1910年）[1]
- 7月19日 - ジャック・ウォーデン、アメリカ合衆国の俳優（* 1920年）[1]
- 7月19日 - ナウム・シュタルクマン、ロシアのピアニスト（* 1927年）
- 7月19日 - 田口周、高校野球指導者（* 1932年）[1]
- 7月19日 - テュディ・ウィギンス（Tudi Wiggins）、カナダの女優（* 1935年）
- 7月20日 - ジェラール・ウーリー、フランスの映画監督（* 1919年）[1][2]
- 7月21日 - 清水九兵衛、彫刻家（* 1922年）
- 7月21日 - タ・モク、カンボジアの軍人（* 1926年）
- 7月21日 - マコ岩松、アメリカ合衆国・日本の俳優（* 1933年）[1]
- 7月22日 - ジェシー・メイ・ヘンフィル（Jessie Mae Hemphill）、アメリカ合衆国の歌手・ギタリスト（* 1923年）
- 7月23日 - ジョン・マック、アメリカ合衆国のオーボエ奏者（* 1927年）
- 7月24日 - ハインリヒ・ホルライザー、ドイツの指揮者（* 1913年）
- 7月24日 - 堀井数男、プロ野球選手、元南海ホークス外野手（* 1923年）[1]
- 7月25日 - アルド・ノタリ、イタリアの野球選手・監督、国際野球連盟会長（* 1932年）[1]
- 7月26日 - フロイド・ディクソン（Floyd Dixon）、アメリカ合衆国のR&Bピアニスト
- 7月28日 - 天野勝、プロゴルファー（* 1942年）[1]
- 7月28日 - デヴィッド・ゲメル（David Gemmell）、イギリスのファンタジー小説家（* 1948年）
- 7月29日 - 網干善教、考古学者、関西大学名誉教授（* 1927年）
- 7月29日 - 長谷川良平、プロ野球選手、元広島東洋カープ投手・監督（* 1930年）[1]
- 7月29日 - ピエール・ヴィダル＝ナケ（Pierre Vidal-Naquet）、フランスの歴史家（* 1930年）
- 7月29日 - 戸田杏子、フリーライター（* 1941年）
- 7月29日 - 斉藤智晴、イラストレーター（* 1967年）
- 7月30日 - 森三平太、俳優（* 1927年）[1]
- 7月30日 - 長友健二、写真家（* 1932年）
- 7月31日 - 鶴見和子、社会学者（* 1918年）
- 7月31日 - 吉村昭、作家（* 1927年）[1]
- 7月31日 - 金子宗平、陸上競技選手円盤投げ(*1937年)
- 7月31日 - 高橋明、プロ野球選手、元読売ジャイアンツ・西鉄ライオンズ投手（* 1942年）[1]